# Angaracris
Angaracris is een geslacht van rechtvleugeligen uit de familie veldsprinkhanen (Acrididae). De wetenschappelijke naam van dit geslacht is voor het eerst geldig gepubliceerd in 1930 door Bey-Bienko.

## Soorten
Het geslacht Angaracris omvat de volgende soorten:
- Angaracris acrohylina Bi, 1985
- Angaracris barabensis Pallas, 1773
- Angaracris morulimarginis Huang, 1981
- Angaracris morulipennis Zheng & Ren, 1994
- Angaracris neimongolensis Zheng & Han, 1998
- Angaracris nigrimarginis Zheng & Ren, 1993
- Angaracris nigripennis Lian & Zheng, 1984
- Angaracris ulashanicus Li, 1981